# Güesa
Güesa en espagnol ou Gorza en basque, est un village et une municipalité de la communauté forale de Navarre, dans le Nord de l'Espagne. 
Elle est située dans la zone linguistique mixte de la province et le secrétaire de mairie est aussi celui de Esparza de Salazar, Gallués et Sarriés.
Elle fait partie de la mérindade de Sangüesa, se situe à 72 km de sa capitale, Pampelune, dans la Vallée de Salazar.

## Démographie
| Évolution démographique                               | Évolution démographique | Évolution démographique | Évolution démographique | Évolution démographique | Évolution démographique | Évolution démographique | Évolution démographique | Évolution démographique | Évolution démographique | Évolution démographique |
| 1996                                                  | 1998                    | 1999                    | 2000                    | 2001                    | 2002                    | 2003                    | 2004                    | 2005                    | 2006                    | 2007                    |
| ----------------------------------------------------- | ----------------------- | ----------------------- | ----------------------- | ----------------------- | ----------------------- | ----------------------- | ----------------------- | ----------------------- | ----------------------- | ----------------------- |
| 79                                                    | 78                      | 78                      | 74                      | 75                      | 72                      | 68                      | 66                      | 65                      | 64                      | 62                      |
| Sources: Güesa et instituto de estadística de navarra |                         |                         |                         |                         |                         |                         |                         |                         |                         |                         |

### Sources
- (es) Cet article est partiellement ou en totalité issu de l’article de Wikipédia en espagnol intitulé « Güesa » (voir la liste des auteurs).